# Titularbistum Ptolemais in Phoenicia dei Maroniti
Ptolemais in Phoenicia dei Maroniti (ital.: Tolemaide di Fenicia dei Maroniti) ist ein Titularbistum der katholischen Kirche, das vom Papst an Titularbischöfe aus der mit Rom unierten Maronitischen Kirche vergeben wird.
Es geht zurück auf einen untergegangenen Bischofssitz in der antiken Stadt Akkon, die in der römischen Provinz Syria Phoenice bzw. in der Spätantike Phoenice im heutigen Israel lag. Der Bischofssitz war der Kirchenprovinz Tyrus zugeordnet.
| Titularbischöfe von Ptolemais in Phoenicia dei Maroniti |                            |                                                                     |                   |                  |
| Nr.                                                     | Name                       | Amt                                                                 | von               | bis              |
| 1                                                       | Gregor II. Jousself-Sajour |                                                                     | 13. November 1856 | 28. März 1865    |
| 2                                                       | Luigi Giuseppe El-Khazen   |                                                                     | 23. Februar 1919  | 22. Februar 1933 |
| 3                                                       | Camille Zaidan             | Kurienbischof im Maronitischen Patriarchat von Antiochien (Libanon) | 13. August 2011   | 16. Juni 2012    |
| 4                                                       | Joseph Mouawad             | Kurienbischof im Maronitischen Patriarchat von Antiochien (Libanon) | 16. Juni 2012     | 14. März 2015    |
| 5                                                       | Paul Abdel Sater           | Kurienbischof im Maronitischen Patriarchat von Antiochien (Libanon) | 28. Juli 2015     | 15. Juni 2019    |
| 6                                                       | Antoine Aukar              | Kurienbischof im Maronitischen Patriarchat von Antiochien (Libanon) | 15. Juni 2019     |                  |